# Березнячковая
Березнячковая — река на полуострове Камчатка в России. Протекает по территории Усть-Камчатского района. Длина реки — около 14 км.
Начинается к северу от горы Шиш, входящей в состав хребта Кумроч. Течёт в общем северо-западном направлении. В верховьях и среднем течении протекает по горам, в низовьях — через березняк. Впадает в реку Большая Хапица справа на расстоянии 73 км от её устья.
По данным государственного водного реестра России относится к Анадыро-Колымскому бассейновому округу.
- Код водного объекта — 19070000112120000017589[3].

Основной приток — река Бутит, впадает слева около устья. Также Березнячковая соединена протоками с озёрами Тёмными.